# Nicotinyl methylamide
Nicotinyl methylamide là một loại thuốc được sử dụng trong liệu pháp mật. Nó cũng là một chất chuyển hóa của nicotinamide (vitamin B3).